# 刘其兵
刘其兵（1969年12月—），湖北省孝感市人，他曾在武漢大學國際金融系就读。
1990年，他自武漢大學取得經濟學學士學位后，在中國国家物资储备局工作，1995年派驻伦敦金属交易所半年。回国后，在国家物资储备局所屬國家物資調劑中心進出口部主任，并负责铜金属交易。   

## 國儲拋銅事件
2005年5月，铜价为每吨3000美元。刘其兵和他的上司们认为中国经济增长放缓将导致铜价走低，於是劉其兵於2005年7月與8月間，在伦敦金属交易所以每噸三千多美元的價位建立十萬到二十萬公噸之間的空頭倉位。然而，到11月，铜价上涨到4200美元。由於，最後劉其兵的大量放空使得国家物资储备局達到二億美元的損失。
劉其兵在事件爆發之後就已經神秘失蹤，中國《經濟觀察家報》報導，劉其兵於2005年10月已遭中國公安拘捕。

## 外部連結
- 国家发展和改革委员会国家物资储备局官方网站